# Mauthausen
Mauthausen ist eine Marktgemeinde in Oberösterreich im Bezirk Perg im Mühlviertel am westlichen Rand des Machlands mit 4922 Einwohnern (Stand: 1. Jänner 2024) und war bis 31. Dezember 2013 Sitz des Bezirksgerichts für den Gerichtsbezirk Mauthausen. Seit 1. Jänner 2014 befindet sich das zuständige Bezirksgericht in der Stadt Perg. Der unmittelbar an der Donau liegende Markt befindet sich 15 km östlich von Linz auf 265 m ü. A.
Der Ort entwickelte sich an einer Ende des 10. Jahrhunderts von den Babenbergern gegründeten Mautstätte und wurde 1192 als „Muthusin“ erstmals urkundlich erwähnt. 1335 werden im Urbar von Baumgartenberg erstmals Marktrechte genannt die später mehrmals bestätigt wurden. 1505 wurde bei Mauthausen eine erste Donaubrücke aus Holz gebaut, die später durch Fähren (Fliegende Brücke) ersetzt wurde. Wirtschaftliche Bedeutung erlangte Mauthausen als Zwischenstation im Salzhandel am Linzer Steig.
Bekannt wurde Mauthausen im 19. Jahrhundert durch den von der Mauthausner Steinindustrie in die großen Städte der österreichisch-ungarischen Monarchie gelieferten Mauthausner Granit. Die heutige flächenmäßige Ausdehnung des Gemeindegebietes entstand durch die Eingemeindung der bis dahin selbständigen Katastralgemeinde Haid am 1. November 1938.
Zwischen 1938 und 1945 befand sich im Nordwesten des Gemeindegebietes das KZ Mauthausen, das größte Konzentrationslager der Nationalsozialisten in Österreich, für das Mauthausen auch international bekannt ist.
Ab den 1970er Jahren siedelten sich zahlreiche Handelsbetriebe entlang der Donau Straße B 3 an und unmittelbar bei den Mauthausner Donaubrücken entstand das Einkaufszentrum Donaupark Mauthausen. Mit der Lage an der Donau und der von Süden in diese mündenden Enns waren häufige Überschwemmungen und mehrfach Hochwasserkatastrophen verbunden, zuletzt 1954 und 2002, weshalb 2010 ein mobiler Hochwasserschutz als Teil des Machlanddamms errichtet wurde.

## Geografie

### Lage und Umgebung
Das Gebiet der Marktgemeinde Mauthausen bedeckt eine Fläche von 14 km². Die größte Ausdehnung beträgt von West nach Ost 6,9 km, von Nord nach Süd 3,3 km. Der höchste Punkt des Gemeindegebietes auf 362 m ü. A. wird durch die Linde am Standort des 1986 entfernten Naturdenkmals Marbacher Linde markiert. Die niedrigsten Punkte des Gemeindegebietes befinden sich im Osten des Gemeindegebietes an der Donau.
Die Landeshauptstadt Linz ist 25 Kilometer in westlicher, die Bezirksstadt Perg 10 Kilometer in östlicher Richtung von Mauthausen entfernt. Die Entfernung in die Bundeshauptstadt Wien beträgt rund 180 Kilometer. Der nächste Grenzübergang nach Tschechien, Wullowitz in der Gemeinde Leopoldschlag, befindet sich nördlich von Mauthausen in 55 Kilometern Entfernung. Die Entfernung zur oberösterreichisch-niederösterreichischen Landesgrenze im Osten des Bezirks Perg bei Hirschenau in der Gemeinde St. Nikola an der Donau beträgt 41 Kilometer.

### Gewässer
Das Gemeindegebiet von Mauthausen wird im Süden durch die Donau begrenzt. Es ist durch die Mauthausner Donaubrücken (Eisenbahn- und Straßenbrücke) mit der Gemeinde Sankt Pantaleon-Erla in Niederösterreich und eine touristische Fährverbindung mit der Stadt Enns in Oberösterreich verbunden.
Die östliche Gemeindegrenze wird teilweise von der Aist und die westliche vom Rieder Bach gebildet. Der Rieder Bach mündet im Ortsteil Ufer zunächst in die Gusen, die kurz darauf, ebenfalls in Ufer, in die Donau mündet.
Mit Ausnahme der Grundwasseransammlungen in aufgelassenen Steinbrüchen, die weitgehend der natürlichen Sukzession überlassen wurden, gibt es in Mauthausen keine stehenden Gewässer.
Mauthausen ist durch die Lage an der Donau und an der Mündung von Aist, Enns, Gusen und Riederbach immer wieder von Überschwemmungen und fallweise auch von Hochwasserkatastrophen (zuletzt 1954 und 2002) betroffen. Zum Schutz vor künftigen Donauhochwässern wurde 2010 im Rahmen des Hochwasserschutzprojektes Machland Nord (Machlanddamm) ein teilweise mobiler Hochwasserschutz errichtet.

### Geologie
Mauthausen befindet sich einerseits in der fruchtbaren Machlandebene und andererseits im Untermühlviertler Schollenland, einem Ausläufer des Granit- und Gneisplateus.
Aus geologischer und geomorphologischer Sicht sowie unter Aspekten der Raumnutzung gehört das Gemeindegebiet von Mauthausen zu 4 der 41 Raumeinheiten des Bundeslandes Oberösterreich. Die Ortschaften und Ortschaftsteile in der Ebene östlich von Mauthausen liegen in der Raumeinheit Machland, während die an der Donau liegenden flachen Teile des Gemeindegebietes westlich der Ennsmündung zum Linzer Feld zählen. Die hügeligen Teile nehmen den größeren Teil des Mauthausner Gemeindegebietes ein und gehören zur Raumeinheit Südliche Mühlviertler Randlagen.
Im Nordosten reicht das Zentralmühlviertler Hochland bis auf das Gemeindegebiet von Mauthausen.
Das Bergland des Untermühlviertler Schollenlandes stellt kristallines Grundgebirge dar und besteht aus Granit während das Machland ein verhältnismäßig seichtes Becken vom Typus eines jungen Sedimentbeckens bildet. In Mauthausen findet sich der fein- bis mittelkörnige Mauthausner Granit, der im 19. Jahrhundert von der Mauthausner Steinindustrie in mehreren Steinbrüchen Mauthausens abgebaut in die Städte der österreichisch-ungarischen Monarchie geliefert wurde.

### Gemeindegliederung
In der Marktgemeinde Mauthausen sind 10,7 % der Fläche bewaldet und 66,4 % landwirtschaftlich genutzt. Der Rest entfällt auf Bauflächen, Gewässer, Gärten und sonstige Flächen.
| Katastralgemeinden                    | Ortschaften in der Gemeinde |
| ------------------------------------- | --- |
| Haid (8,96 km²) Mauthausen (5,05 km²) | Albern (R) Obersebern (R) Bernascheksiedlung (Sdlg) · Brunngraben (Sdlg) · Haid (D) · Hart Althart (D) Neuhart (R) Heinrichsbrunn (R) · Hinterholz (R) · Marbach (R) Lager Mauthausen (Hgr) Mauthausen (M) · Oberzirking (D) · Reiferdorf (R) · Ufer (R) Wienergraben (R) Vormarkt (Sdlg) |
| Legende                               | |

| In der Spalte Katastralgemeinden sind sämtliche Katastralgemeinden einer Gemeinde angeführt. In der Klammer ist die jeweilige Fläche in km² angegeben. |
| In der Spalte Ortschaften sind sämtliche von der Statistik Austria erfassten Siedlungen, die auch eine eigene Ortschaftskennziffer aufweisen, angeführt. In der Hierarchieebene derselben Spalte, rechts eingerückt, werden nur Ansiedlungen, die mindestens aus mehreren Häusern bestehen, dargestellt. Die wichtigsten der verwendeten Abkürzungen sind: - M = Hauptort der Gemeinde - Stt = Stadtteil - R = Rotte - W = Weiler - D = Dorf - ZH = Zerstreute Häuser - Sdlg = Siedlung - Hgr = Häusergruppe - E = Einzelgehöft (nur wenn sie eine eigene Ortschaftskennziffer haben) Die komplette Liste der Statistik Austria ist in: Topographische Siedlungskennzeichnung nach STAT Zu beachten ist, dass manche Orte unterschiedliche Schreibweisen haben können. So können sich Katastralgemeinden anders schreiben als gleichnamige Ortschaften bzw. Gemeinden. Quelle: Statistik Austria – |

Der seit dem 13. Jahrhundert bestehende Markt Mauthausen wurde 1784 Katastralgemeinde und 1850 Marktgemeinde. 1938 wurde die ebenfalls 1848 auf dem Gebiet der Katastralgemeinde Haid errichtete Bauerngemeinde Haid eingemeindet. Seither besteht Mauthausen aus den beiden Katastralgemeinden Mauthausen und Haid.
Das Gemeindegebiet umfasst folgende 13 Ortschaften (in Klammern Einwohnerzahl Stand 1. Jänner 2024):
- Albern (128) samt Obersebern
- Bernascheksiedlung (271)
- Brunngraben (234)
- Haid (47)
- Hart (96) samt Althart und Neuhart
- Heinrichsbrunn (731)
- Hinterholz (260)
- Marbach (135, auch Gem. Ried)
- Mauthausen (932, Hauptort)
- Oberzirking (159, auch Gem. Ried)
- Reiferdorf (161)
- Ufer (1489) samt Wienergraben
- Vormarkt (279)

### Nachbargemeinden
Mauthausen ist von fünf oberösterreichischen, im Bezirk Perg und Linz-Land gelegenen, und einer niederösterreichischen, im Bezirk Amstetten gelegenen, Gemeinde umgeben.
Im Norden grenzt Mauthausen an Ried in der Riedmark, im Südosten an die niederösterreichische Gemeinde Sankt Pantaleon-Erla und im Südwesten an die Stadtgemeinde Enns im Bezirk Linz-Land. Im Westen reicht die Gemeinde Langenstein und im Osten reichen die Marktgemeinden Schwertberg und Naarn im Machlande an das Gemeindegebiet heran.
|             | Ried in der Riedmark                        | Schwertberg          |
| Langenstein | Kompassrose, die auf Nachbargemeinden zeigt | Naarn im Machlande   |
| Enns        |                                             | Sankt Pantaleon-Erla |

## Bevölkerung

### Bevölkerungsentwicklung
1869 hatte Mauthausen einschließlich der später eingemeindeten Gemeinde Haid 2.485 Einwohner. Auf Grund der florierenden Mauthausner Steinindustrie wuchs die Bevölkerung durch zuziehende Arbeiter in den folgenden Jahrzehnten auf mehr als 3.500 Personen. Durch Wirtschaftskrise und Weltkriege kam es zum Niedergang der Steinindustrie und einem damit verbundenen Sinken der Wohnbevölkerung. Der überraschende Anstieg der Bevölkerung im Jahr 1939 stand im Zusammenhang mit der Errichtung des KZ Mauthausen. Seit dem Beginn der 1950er Jahre ist ein kontinuierlicher Anstieg der Einwohnerzahl zu verzeichnen.
Für die ehemalige Pfarre Mauthausen wurden folgende Angaben zur Bevölkerung aufgezeichnet: 1773 bestand die Pfarre aus 228 Häusern, 1781 aus 230, 1809 und 1825 aus 247. Die Anzahl der Einwohner wird für das Jahr 1800 mit 1.538 angegeben, 1809 mit 1.521, 1825 mit 1.669, 1846 mit 2075 und 1869 mit 2.182. Aus dem Wert für 1869 ist ersichtlich, dass die Grenzen von Pfarre und Marktgemeinde damals nicht deckungsgleich waren.
Historische Häuser- und Einwohnerzahlen gibt es auch für einzelne Ortschaften:
- In der Ortschaft Albern standen 1539 7 Häuser und 1869 14. Die Einwohnerzahl in Albern stieg von 88 im Jahr 1869 auf 134 im Jahr 1951 und 145 im Jahr 1961. 1971 lebten mit 139, 1981 mit 141 und 1991 mit 131 etwas weniger Personen in Albern, erst 2001 wurde ein historischer Höchstwert von 159 erreicht. Die Anzahl der Häuser wird in diesem Jahr mit 56 angegeben.
- In der Ortschaft Haid standen 1449 9 Häuser, 1951 waren es 14, 1961 16, 1971 17, 1981 21, 1991 20 und 2001 18. Die Anzahl der Einwohner schwankt mit 75 Personen im Jahr 1951, 83 im Jahr 1961, 78 im Jahr 1971, 111 im Jahr 1981, 79 im Jahr 1991 und 51 im Jahr 2001.
- Sowohl die Anzahl der Häuser als auch die Anzahl der Einwohner in Heinrichsbrunn hat sich von 1869 bis 2001 mehr als verzehnfacht. Während 1869 dort 9 Häuser mit 63 Einwohnern standen, wurden 2001 98 Häuser mit 800 Einwohnern gezählt. Im Detail stieg die Einwohnerzahl bis 1880 auf 105, bis 1890 auf 268, bis 1900 auf 225, bis 1910 auf 330, bis 1923 auf 300 und bis 1934 auf 332 Personen. Bis 1951 stagnierte die Einwohnerzahl mit 332 Personen und fiel dann 1961 zurück auf 310 Personen. 1971 wohnten 732 Personen, 1981 885, 1991 821 und 2001 800 Personen in Heinrichsbrunn.
- Das eigentliche Marktgebiet von Mauthausen hatte 1498 61 Häuser, 1558 70, 1644 und 1681 82, 1750 122, 1809 132, 1825 142, 1869 149, 1951 170, 1961 202, 1971 214, 1981 223, 1991 235 und 2001 251. Darin wohnten 1746 375 Personen, 1825 977, 1869 1.309, 1951 1.361, 1961 1492, 1971 1.347, 1981 1.054, 1991 1.090 und 2001 979.
- Im Ortsteil Ufer standen 1869 21 Häuser mit 137 Einwohnern, 1880 24 mit 205 Einwohnern, 1890 24 mit 230 Einwohnern, 1900 28 mit 258 Einwohnern, 1910 31 mit 312 Einwohnern, 1923 31 mit 249 Einwohnern, 1934 38 mit 298 Einwohnern, 1951 63 mit 475 Einwohnern, 1961 93 mit 597 Einwohnern, 1971 150 mit 814 Einwohnern, 1981 189 mit 849 Einwohnern, 1991 222 mit 1.006 Einwohnern und 2001 281 mit 1.498 Einwohnern.

### Bevölkerungsstruktur nach Geschlecht, Alter und Bildung
Die Marktgemeinde Mauthausen hatte am 1. Jänner 2010 4873 Einwohner, davon 2380 Männer und 2493 Frauen, und ist damit, bezogen auf die Einwohneranzahl, die drittgrößte Gemeinde des Bezirks Perg nach der Bezirkshauptstadt Perg und der Marktgemeinde Schwertberg.
Die grobe Altersstruktur der Mauthausner Bevölkerung zum 1. Jänner 2010 zeigt, dass 64,1 % der Mauthausner über 15 und unter 65 Jahre alt sind. Mit 15,8 % ist rund ein Sechstel der Bevölkerung jünger und mit 20,1 % rund ein Fünftel der Bevölkerung älter. Während der Frauenanteil in der Hauptgruppe mit 50,7 % etwas über dem Gesamtdurchschnitt und bei der jüngeren Bevölkerung mit 44,8 % deutlich unter dem Gesamtdurchschnitt liegt, ist der Frauenanteil bei der älteren Bevölkerung mit 58,7 % signifikant höher als bei der Gesamtbevölkerung.
Von den 3960 Mauthausnern, die 2001 über 15 Jahre alt waren, sind 2054 beziehungsweise 51,9 % Frauen. 193 Mauthausner, das sind 4,9 % der über Fünfzehnjährigen, haben den Abschluss einer Universität, Fachhochschule oder Akademie, der Frauenanteil liegt mit 50,3 % nur knapp unter dem der Bevölkerungsgruppe insgesamt. Weitere 362 Mauthausner, das sind 9,2 % der relevanten Bevölkerungsgruppe, haben die Matura, dabei liegt der Frauenanteil mit 52,2 % knapp über dem an der betreffenden Bevölkerungsgruppe.
1912 Mauthausner, das sind mit 48,3 % fast die Hälfte der über Fünfzehnjährigen, haben eine Lehre oder berufsbildende mittlere Schule abgeschlossen, wobei der Frauenanteil 40,6 % beträgt. 1493 oder 37,7 % der Mauthausner haben nur einen Pflichtschulabschluss. Darunter sind mehr als zwei Drittel Frauen.

### Herkunft und Sprache
91,4 % der Mauthausner Einwohner sind österreichische Staatsbürger und 90,3 % wurden in Österreich geboren. 1,2 % der Mauthausner kommen aus anderen EU-15-Staaten, 8,6 % aus Nicht-EU15-Staaten, vor allem aus der Türkei und Bosnien-Herzegowina (Stand 2001).
Der mittel- oder donaubairische Dialekt ist eine bairische Dialektform, die in ganz Oberösterreich verbreitet ist. Der ostösterreichische Zweig des Mittelbairischen geht auf die Mundart des durch die bairische Ostsiedlung entstandenen babenbergischen Herrschaftsgebietes Ostarrichi zurück.
Bei der Volkszählung 2001 haben 4300 Personen (88,8 %) Deutsch als Umgangssprache angegeben, 324 (6,7 %) Türkisch, 57 (1,2 %) Kroatisch, 19 (0,4 %) Bosnisch, 10 (0,2 %) Serbisch, 21 (0,4 %) Ungarisch, 16 (0,3 %) Tschechisch, 97 (2,0 %) eine sonstige Sprache.

### Religion
Bei der Volkszählung 2001 haben 3.716 Personen (76,7 %) römisch-katholisch als Religionsbekenntnis angegeben, 406 (8,4 %) islamisch, 94 (1,9 %) evangelisch, 20 (0,4 %) orthodox und 61 (1,3 %) sonstige Glaubensrichtungen. 39 (0,8 %) Mauthausner haben sich zu keiner Religion bekannt.
Mauthausen gehört zum Dekanat Perg der katholischen Diözese Linz. Dieses wurde 1974 gegründet. Der Dechant wird aus dem Kreis der Pfarrer des Dekanats gewählt.

## Geschichte

### Von der Römerzeit bis ins Spätmittelalter
Funde aus der Jungsteinzeit auf den Granitfelsen über den Donauauen zeugen davon, dass das Gemeindegebiet von Mauthausen schon früh besiedelt wurde. Es werden keine Funde aus der Römerzeit erwähnt. Mauthausen lag damals unmittelbar an der Grenze zum römischen Reich innerhalb einer rund 7,5 km breiten Pufferzone direkt gegenüber der römischen Standlager zunächst von Albing und später von Lauriacum. Die römische Donauflotte Classis lauracensis soll an der Ennsmündung am Tabor bei Enghagen einen Stützpunkt bzw. Hafen unterhalten haben.
Bei Mauthausen kreuzten sich die Limesstraße entlang der römischen Reichsgrenze mit der von Süden her kommenden Salz- und Eisenstraße. Diese überquerte bei einer Furt die Donau und führte nach einem kurzen, steilen Aufstieg auf den Höhenrücken nordwärts weiter in das spätere Böhmen und Mähren. Im zweiten Jahrhundert nach Christus überquerten germanische Stämme auch bei Mauthausen die Donau und drangen ins Römerreich ein.
Ende des 10. Jahrhunderts gründeten die Babenberger eine Mautstätte. Rund um das Mauthaus hat sich wohl bald eine Siedlung gebildet. 1192 wurde der Name „Muthusin“ für die Ansiedlung zum ersten Mal erwähnt.
Als Zollstätte und Warenumschlagsplatz erreicht der Ort Wohlstand und erhielt eine Reihe von Privilegien, u. a. eine eigene Marktordnung, niedere Gerichtsbarkeit, das Stapelrecht und den Straßenzwang. 1335 bezeichnet das Urbar von Baumgartenberg den Ort als „freien Markt“. 1446 bestätigt (der spätere Kaiser) Friedrich III. das Recht, „mit Stock und Galgen“ zu richten und hob damit Mauthausen aus der Reihe der einfachen Märkte heraus.
Kirchlich gehörte Mauthausen zur Pfarre Ried in der Riedmark (823 erstmals erwähnt) und damit zur Diözese Passau, bis 1122 das Gebiet an das Stift Sankt Florian fiel. 1420 wurde es zur Filiale mit eigenem Seelsorger für die Kirchen St. Nikolaus (am Berg) und St. Heinrich (an der Donau) erhoben.

### Die weitere Entwicklung
Im Jahr 1424 wurden viele Häuser des Marktes von den Hussiten zerstört. Von 1544 bis 1599 hielten protestantische „Prädikanten“ Gottesdienst in der Heinrichskirche, ab 1578 gab es wieder katholische Messen in der Nikolai-Kirche. Drei evangelische Bürger des Marktes wanderten mit ihren Familien aus, um ihrem Glauben treu bleiben zu können. 1613 wird Mauthausen eine selbständige Pfarre. Sie ist dem Stift St. Florian inkorporiert.
Der Markt mit seinen Rechten war an verschiedene Pfandherren vergeben, u. a. an den Herzog von Bayern, an das Domkapitel zu St. Stephan in Wien und an Geschlechter der Umgebung. Die Herrschaft gelangte 1490 an Laßla Prager. Dieser errichtete auf einer kleinen Felseninsel in der Donau zur Befestigung des Ortes das Schloss Pragstein. Von diesem ein Stück stromaufwärts wurde erstmals 1505 eine stabile Brücke über die Donau geschlagen. Zwischen den Inhabern des Schlosses und den Marktbürgern kam es immer wieder zu Streitigkeiten. Von 1552 bis 1790 hatte der Markt ein eigenes Marktgericht.

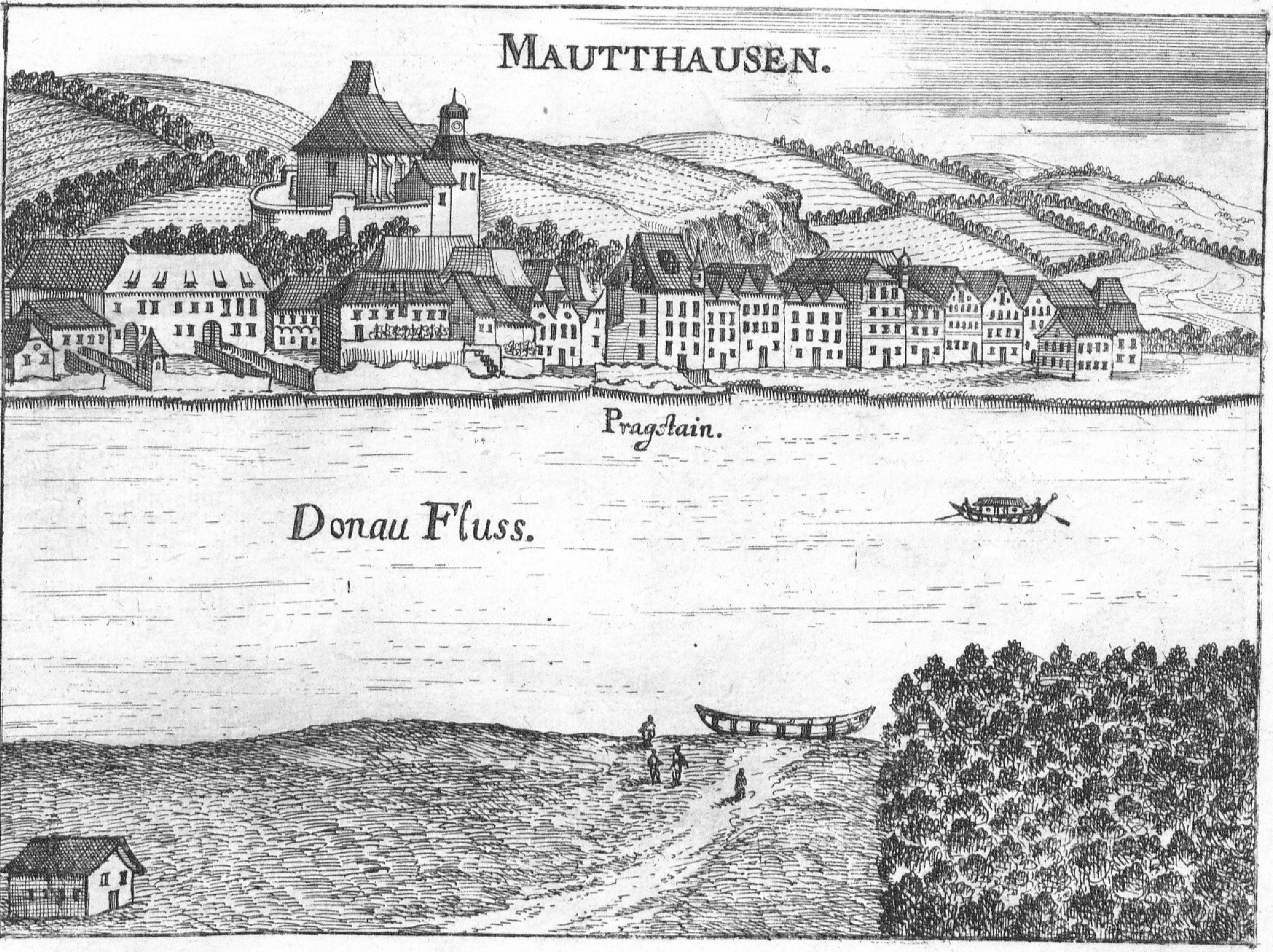
Mauthausen nach einem Stich von Georg Matthäus Vischer von 1674

Die Bauernkriege des 16. und 17. Jahrhunderts sowie der Dreißigjährige Krieg und die Türkeneinfälle gingen nicht spurlos an Mauthausen vorüber. Die Verkehrslage brachte den Durchzug von Soldaten mit sich. Kaiser Ferdinand II., Kaiser Leopold I., Kaiser Karl VI. und Kaiser Franz II. besuchten Mauthausen.
Am 4. Oktober 1762 besuchte der sechsjährige Wolfgang Amadeus Mozart auf der Durchreise zur Kaiserin Maria Theresia den Ort. Unter Joseph II. wurde Mauthausen landesfürstlicher Markt. In den Franzosenkriegen wurde der Ort zweimal geplündert.
Die „Fliegende Brücke“ (1821), ein Fährschiff mit Verankerung am Schloss Pragstein, und die Eisenbahnbrücke (1871/72) für die Bahnlinie St. Valentin – Budweis brachten wirtschaftlichen Aufschwung.
Vor allem aber die Mauthausner Steinindustrie, die den Mauthausner Granit gewann, löste allmählich den Salzhandel ab.

### Das 20. Jahrhundert

#### Erster Weltkrieg

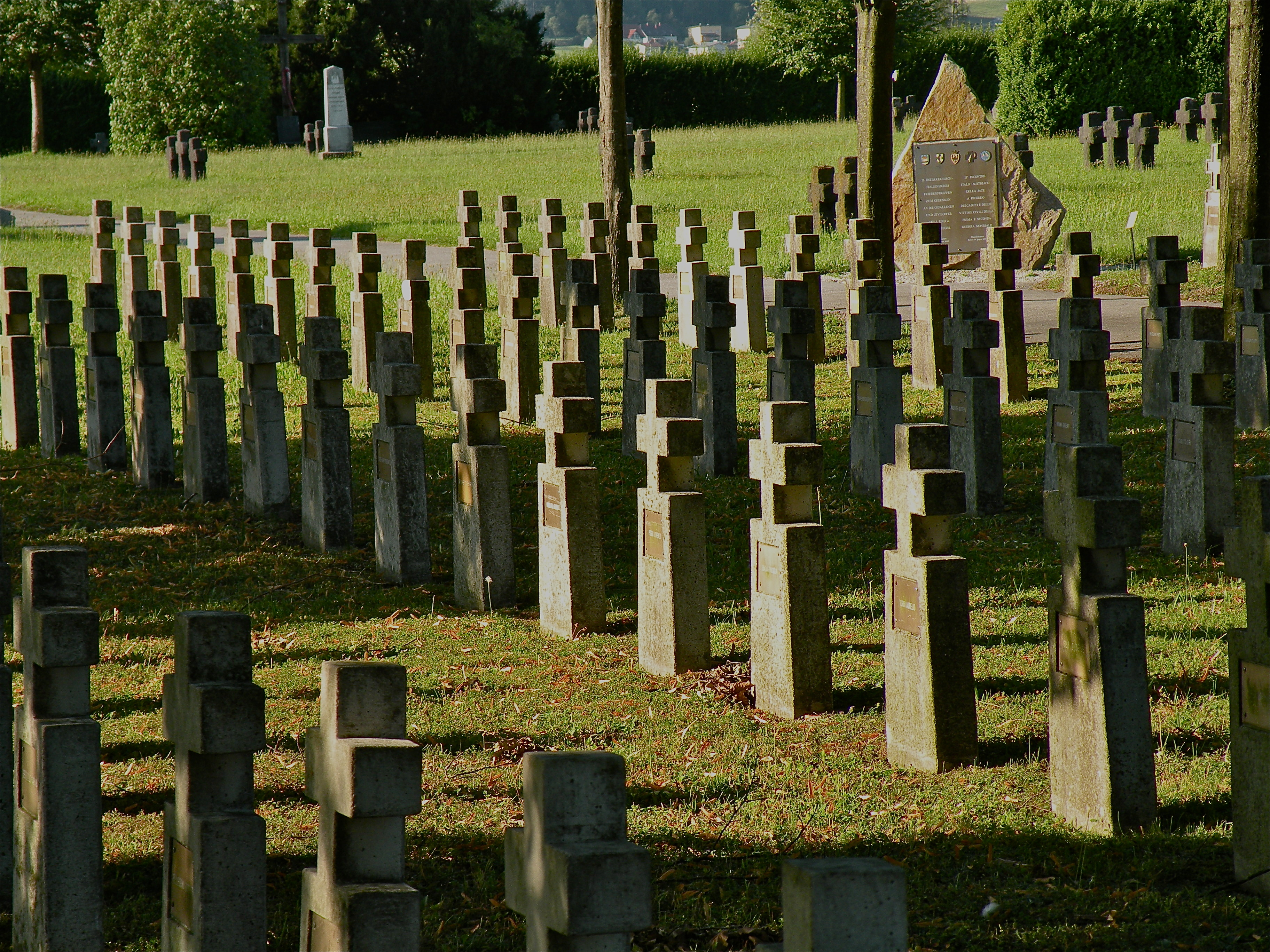
Soldatenfriedhof in Mauthausen

Während des Ersten Weltkrieges befand sich mit dem k.u.k. Kriegsgefangenenlager Mauthausen im Osten des Gemeindegebietes ein Kriegsgefangenenlager der k.u.k. Armee. Bei den Offensiven in Serbien und Galizien hatte die k.u.k. Armee hunderttausende Kriegsgefangene gemacht, für die eine Reihe von Lagern gebaut wurde. Die oberösterreichischen Standorte dieser Lager waren Aschach, Braunau, Freistadt, Kleinmünchen, Marchtrenk und Mauthausen, daneben existierte noch das Internierungslager Linz-Katzenau. Im k.u.k. Kriegsgefangenenlager Mauthausen waren vor allem Italiener (zeitweise 40.000 Mann), Russen und Serben auf einem weiten Gelände entlang der Bahnstrecke inhaftiert. An die 9.000 fanden durch eine Seuche den Tod. Der internationale Soldatenfriedhof in Mauthausen erinnert an sie.

#### Februar 1934
Die bürgerkriegsähnlichen Zustände in Österreich während der Februartage 1934 gingen auch an Mauthausen nicht spurlos vorüber.
Durch die Konzentration an Arbeiterfamilien war die Sozialdemokratie mit Einführung des allgemeinen freien Wahlrechtes zur bestimmenden Kraft in Mauthausen geworden. Zusammenstöße mit den Kräften des Dollfuß-Regimes lagen damals im Bereich des Möglichen.
Am 12. Februar 1934 versammelten sich etwa 300 Schutzbündler, die ihre Waffen in den Steinbrüchen versteckt hielten. Jedoch blieb das vereinbarte Signal zum Losschlagen aus und so zerstreuten sich die Schutzbündler wieder. Als die Polizei am 16. Februar in Mauthausen eintraf, war von ihnen niemand mehr anzutreffen.

#### 1938 bis 1945
Ab dem 8. August 1938 bestand im Westen des Gemeindegebietes (Wienergraben) das KZ Mauthausen, größtes österreichisches Konzentrationslager in der Zeit des Nationalsozialismus. Insgesamt waren in dem Lager etwa 195.000 Menschen interniert. Ungefähr 4.500 Juden wurden durch Gas ermordet, mindestens 95.000 Inhaftierte starben, zumeist an den unmenschlichen Arbeits- und Haftbedingungen in den Granitwerken Mauthausen, die von der SS neben dem KZ betrieben wurden.
Zum KZ Mauthausen gehörten – verteilt über ganz Österreich – zahlreiche Außenlager, wobei dem KZ Gusen ein Sonderstatus zukam, weil es seit 1940 mit dem Lager in Mauthausen eine Art KZ-Doppellager bildete. US-amerikanische Truppen befreiten die Konzentrationslager Mauthausen sowie Gusen I, II & III am 5. Mai 1945.
Ein Teil der in Mauthausen-Gusen und seinen Außenlagern begangenen Verbrechen wurde 1946 im Rahmen der Dachauer Prozesse im Mauthausen-Hauptprozess verhandelt. Auf dem Gelände des ehemaligen Konzentrationslagers befindet sich heute eine Gedenkstätte.
Zwischen den Ortschaften Ufer und Wienergraben entstand ab 1941 eine eigene Wohnsiedlung mit zunächst 12 Einfamilienhäusern für SS-Offiziere, während die Mannschaften und Unteroffiziere des KZ Mauthausen überwiegend auf dem Lagergelände selbst untergebracht waren. Zu der ursprünglich „Am Berg“ genannten Offizierssiedlung gehörten u. a. Villen für den Lagerkommandanten Ziereis und den Lagerarzt, später wurden dort auch Doppelhäuser errichtet. Eine weitere Gruppe von SS-Wohngebäuden in Form von Mehrparteienhäusern entstand im tiefen Geländeeinschnitt entlang des Rieder Baches westlich der Offizierssiedlung und wurde ursprünglich „Fahrersiedlung“ genannt. Nach Kriegsende wurden die ehemaligen SS-Siedlungen zunächst von amerikanischen, dann von sowjetischen Soldaten bewohnt, ehe die Häuser österreichischen und heimatvertriebenen Zivilisten zugewiesen wurden. 1946 erhielt die ursprünglich „Am Berg“ genannte Siedlung zum Gedenken an Richard Bernaschek den Namen „Bernaschek-Siedlung“, wobei bis 1955 ungeklärt war, ob dort die Stadt Wien oder die Gemeinde Mauthausen als Grundeigentümer zu gelten habe. Heute bildet die „Bernaschek-Siedlung“ eine der insgesamt 13 Ortschaften der Marktgemeinde Mauthausen. 1996 wurde die Straße durch die „Bernaschek-Siedlung“ im Zuge der Einführung neuer Straßennamen in Mauthausen in „Bernaschekstraße“ benannt, während eine Straße entlang der ehemaligen „Fahrersiedlung“ heute den Namen „Riederbachstraße“ trägt.

#### Hochwasser
Überschwemmungen der Schiffslände und der anliegenden Häuser waren vor der Donauregulierung und den Kraftwerksbauten alljährlich wiederkehrende Ereignisse, bei denen es auch zur Beeinträchtigung der Schifffahrt und zur Beschädigung der Brücken kam. Hochwasserkatastrophen gab es zuletzt in den Jahren 1954 und 2002. 2010 wurde mit dem Machlanddamm ein mobiler Hochwasserschutz geschaffen, der innerhalb weniger Stunden Montagezeit hohen Schutz für die Marktgemeinde bietet.

## Kultur und Sehenswürdigkeiten
- Schloss Pragstein

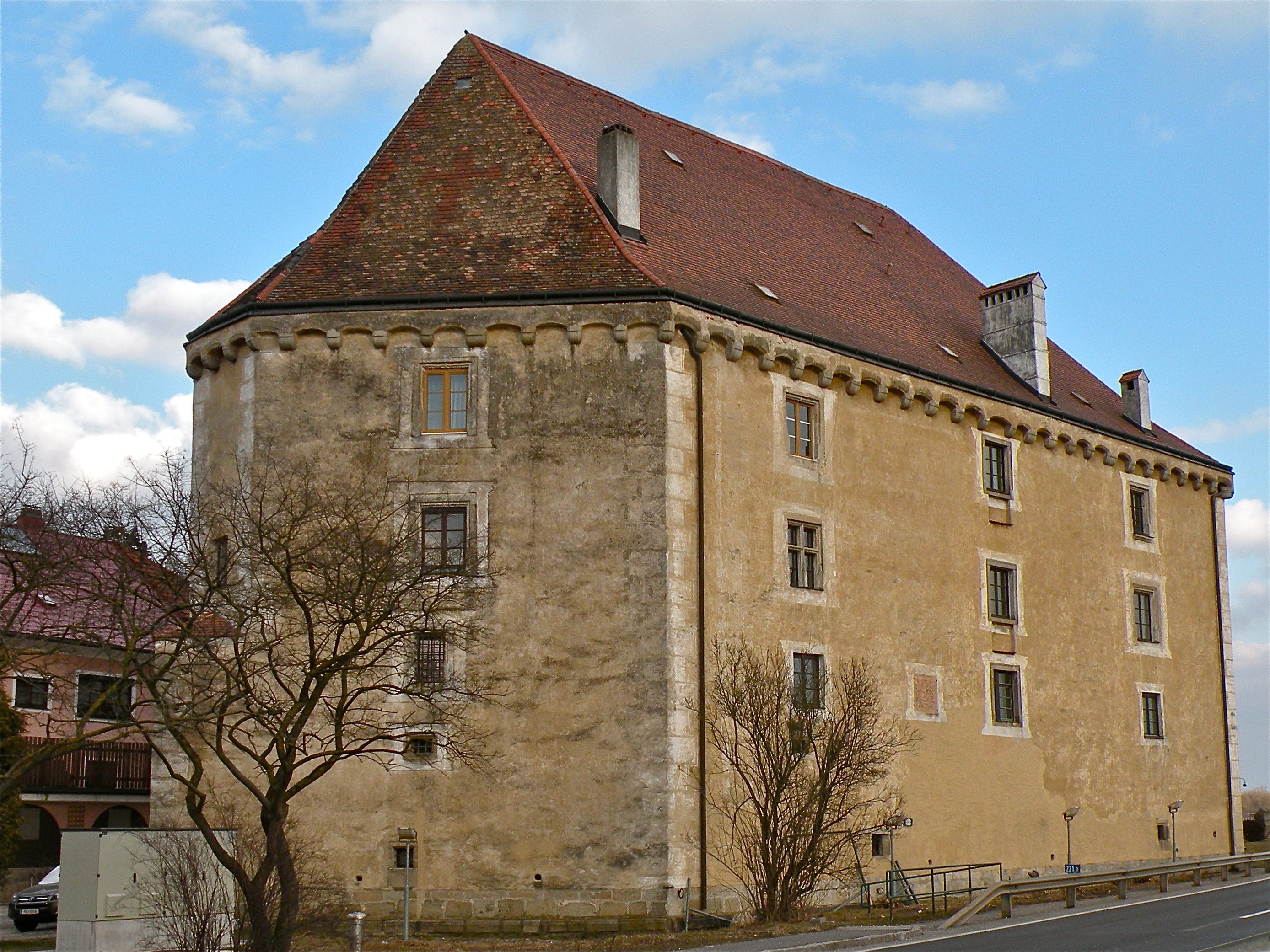
Schloss Pragstein in Mauthausen, erbaut von Ladislaus Prager

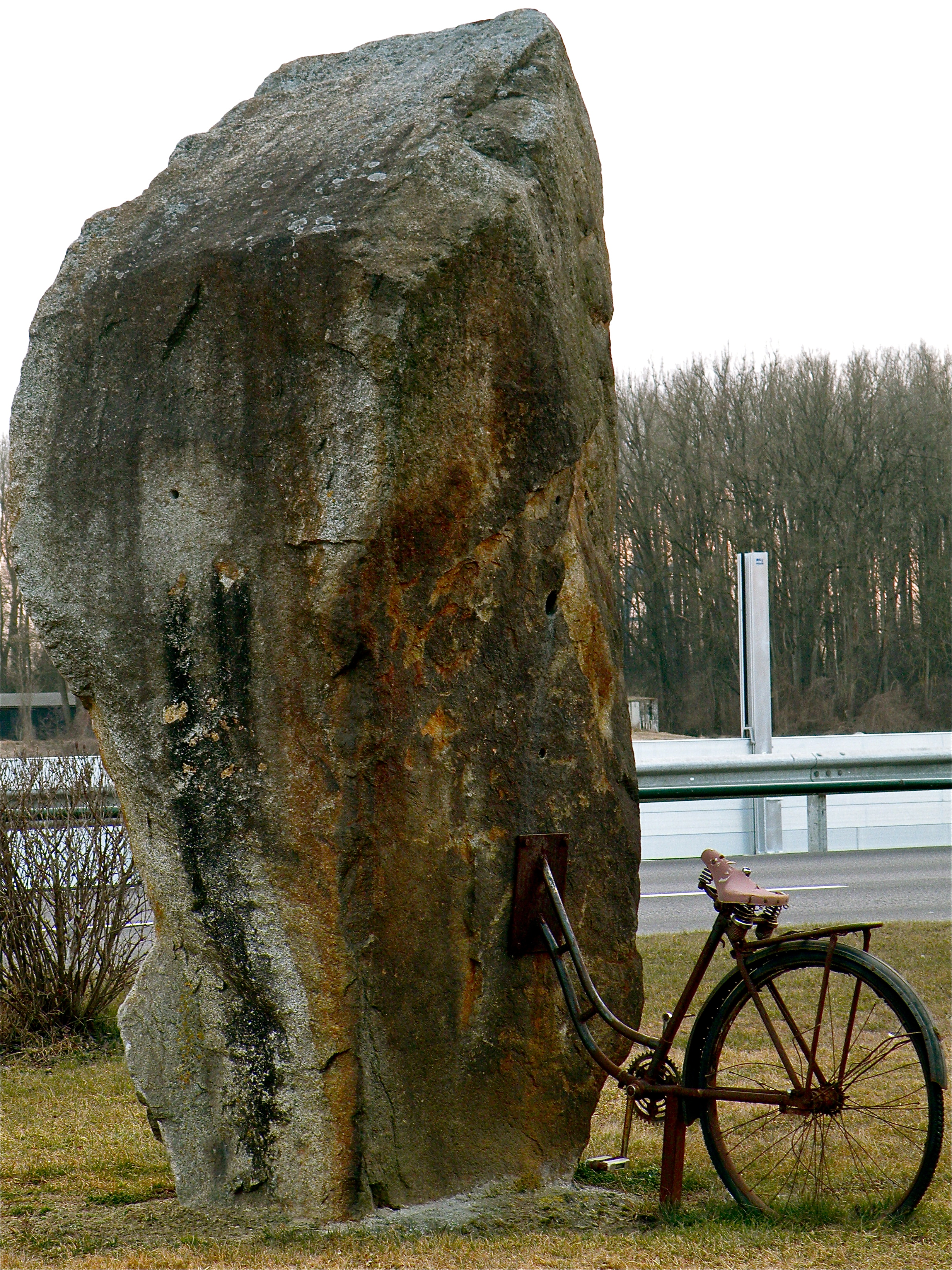
Monolith mit Fahrrad, Grünfläche am Heindlkai, aufgestellt 1995 anlässlich des 50. Jahrestages der Befreiung des Konzentrationslagers Mauthausen

- Heindlkai, benannt nach Leopold Heindl, mit zehn markanten denkmalgeschützten Bürgerhäusern, hieß früher Johanneskai
- Promenade mit Volksschule, Bürgerhäusern und Johannes-Nepomuk-Statue aus dem Jahr 1730 (diese hatte bereits mehrere Aufstellungsorte in Mauthausen)
- Marktplatz mit Marktgemeindeamt aus 1901 sowie zwei weiteren denkmalgeschützten Bürgerhäusern; Marktbrunnen aus dem Jahr 1607 und Pranger aus dem Jahr 1583
- Pfarrkirche Mauthausen, romanischer Vorgängerbau um 1200, spätgotischer Bau aus dem 15. Jahrhundert mit barocken Umbauten aus dem 17. und 18. Jahrhundert, weithin sichtbarer Turm aus den ersten Jahren des 20. Jahrhunderts
- Karner aus dem 13. Jahrhundert inmitten des ehemaligen Friedhofs mit beachtenswerten Fresken aus 1260, die 1907 wiederentdeckt wurden[13]
- Heinrichskirche, ursprünglich aus der Zeit um das Jahr 1000.
- Kirchenberg: ehemalige Salzstraße, eine der ersten österreichischen Straßen mit „Ampelregelung“ beim Salzturm
- Ehemaliges Schiffsmeisterhaus, Geiergut, in Reiferdorf
- Rauscherhaus, wirtschaftliche Drehscheibe um 1900 als Handelshaus und aktuelles Dienstleistungszentrum mit modernen Coworking Spaces sowie Veranstaltungs- und Ausstellungsräumlichkeiten

- KZ-Gedenkstätte Mauthausen
- Soldatenfriedhof in Mauthausen mit Gräbern von Kriegsgefangenen aus dem Ersten und Zweiten Weltkrieg
- Skulpturen im Gemeindegebiet von Mauthausen, die bei einem anlässlich des 50. Jahrestages der Befreiung des Konzentrationslagers Mauthausen von der Marktgemeinde Mauthausen veranstalteten Symposium mit sechs Bildhauern entstanden sind, darunter ein Monolith mit Fahrrad, der auf der Grünfläche am Heindlkai aufgestellt wurde

Im Zusammenhang mit der KZ-Gedenkstätte sowie mit dem Soldatenfriedhof in Mauthausen finden regelmäßig überregionale Veranstaltungen sowie Ausstellungen statt.

### Museen
- Für das Apothekenmuseum Mauthausen im Schloss Pragstein hat die örtliche Apotheker-Familie ihre pharmaziehistorische Sammlung als Basis zur Verfügung gestellt.
- Ebenfalls im Schloss Pragstein untergebracht sind das Heimatmuseum u. a. mit einem maßstabgetreu nachgebildeten Schiffszug, und das Jagdtrophäenmuseum. Salzhandel, Salztransport und Granitabbau prägen die Heimatgeschichte des Donaumarktes Mauthausen. Die Exponate des Trophäenmuseums stammen zum Großteil aus dem Besitz der Familie Helbich-Poschacher und umfassen sowohl heimische als auch exotische Jagdtrophäen.
- Im Schloss Pragstein befindet sich auch das Hans-Gerstmayr-Museum mit Stahlschnitten.
- Das Kleinst-Schuster-Museum dokumentiert nach einer Idee von Ignaz-Johann Tischberger die Arbeit des „Schuster zu Mauthausen“.

### Kino, Theater, Musik, Literatur, Kultur
Das Mauthausner Kino befand sich im Ortszentrum und beendete Ende der 1960er Jahre seinen Spielbetrieb. Nach einer Revitalisierung werden die Räumlichkeiten als Stätte der Kleinkunst und Kleinkultur für diverse Veranstaltungen genutzt.
Das Hoftheater Mauthausen hat 2009 auf Initiative von Martin Dreiling die Nachfolge des Theaters im Hof in der nach diversen Umbauarbeiten wieder bespielbaren bisherigen Spielstätte im Grünen Haus angetreten.
1882 wurde die Musikkapelle von der Marktkommune Mauthausen übernommen. Während des Ersten Weltkrieges kam der Musikbetrieb völlig zum Erliegen. Danach gab es eine Bürgerkapelle und eine Arbeiter-Musikkapelle, die 1939 zusammengeführt wurden. Sie besteht aktuell aus etwa fünfzig Musikerinnen und Musikern und verfügt mit den „Notenfressern“ über ein eigenständiges Jugendensemble.
Der Chor der Pfarre (musica viva) steht seit dreißig Jahren unter der Leitung von Alfred Hochedlinger. Der Chor begann 1981 als Jugendchor und entwickelte sich ab 1996 zum Chor der Pfarre musica viva. Der Chor hat neben etwa 40 aktiven auch rund 80 fördernde Mitglieder. Seit dem Jahr 2000 steht in der Kirche eine neue, von der Firma Rieger-Orgelbau in Schwarzach/Vorarlberg gebaute Orgel zur Verfügung. Einzelne Konzerte wurden auch auf CD bzw. Musikkassetten dokumentiert.
Der Singkreis Mauthausen wurde 1860 als Liedertafel Mauthausen gegründet, wobei eine kleine Gruppe auch den Kirchenchor bildete. 1937 löste sich die Liedertafel auf, während der Kirchenchor weiter bestand. Erst 1973 kam es dann zur Gründung des Singkreises Mauthausen, der sich 1997 vereinsmäßig organisierte und dem OÖ. Chorverband beitrat.
Der Kulturkreis Mauthausen wurde 1984 von Roswitha Valis gegründet und soll das Kulturangebot in Mauthausen durch Konzerte, Lesungen, Vorträge, Ausstellungen, Vernissagen, Kabaretts und Opernreisen erweitern.
Seit 2009 fördert die Gemeinde die örtlichen Vereine mit dem Kulturförderpreis, der nach der verstorbenen Künstlerin Ingrid Steininger benannt ist. Preisträger 2009 waren die Jungmusiker der Marktmusik Mauthausen, die sich als „Die Notenfresser“ bezeichnen. 2010 ging der Preis an den Pfarrchor „musica viva“ für die von Alfred Hochedlinger komponierte und von Werner Wöckinger getextete Kantate „Homo homini lupus“.
Eckhard Oberklammer hat einen Kunstführer für den Bezirk Perg erstellt, wo alle kunsthistorisch relevanten Orte vorgestellt, die Kunstwerke erklärt und mit Fotos dokumentiert werden. Der seit 1974 in Mauthausen lebende Gregor Riegler wurde 1993 und 2006 mit dem ersten Preis des Leopold-Wandl-Preises ausgezeichnet. Der in Mauthausen geborene Leopold Wandl (1923–2009) war einer der profiliertesten Dichter Oberösterreichs mit 27 veröffentlichten Werken. Werner Wöckinger schreibt Bücher für Kinder und Erwachsene sowie Theaterstücke, Moderationen und Texte für den Chor der Pfarre.

### Regelmäßige Veranstaltungen
Mauthausen verfügt mit dem Donausaal seit 2005 über ein Veranstaltungszentrum, das für zahlreiche örtliche Veranstaltungen wie Bälle, Konzerte, Theatervorführungen, Kongresse, Firmenfeiern, Weihnachtsfeiern, Präsentationen, Verkaufsveranstaltungen und Messen genutzt wird. Der 425 m² große Saal für maximal 408 Personen ist in einen mittleren mit 246 m² für maximal 242 Personen und einen kleinen mit 179 m² für maximal 154 Personen teilbar.
Darüber hinaus finden Veranstaltungen auch im Pfarrheim, im Schloss Pragstein und in Gasthäusern statt.

### Naturschutz

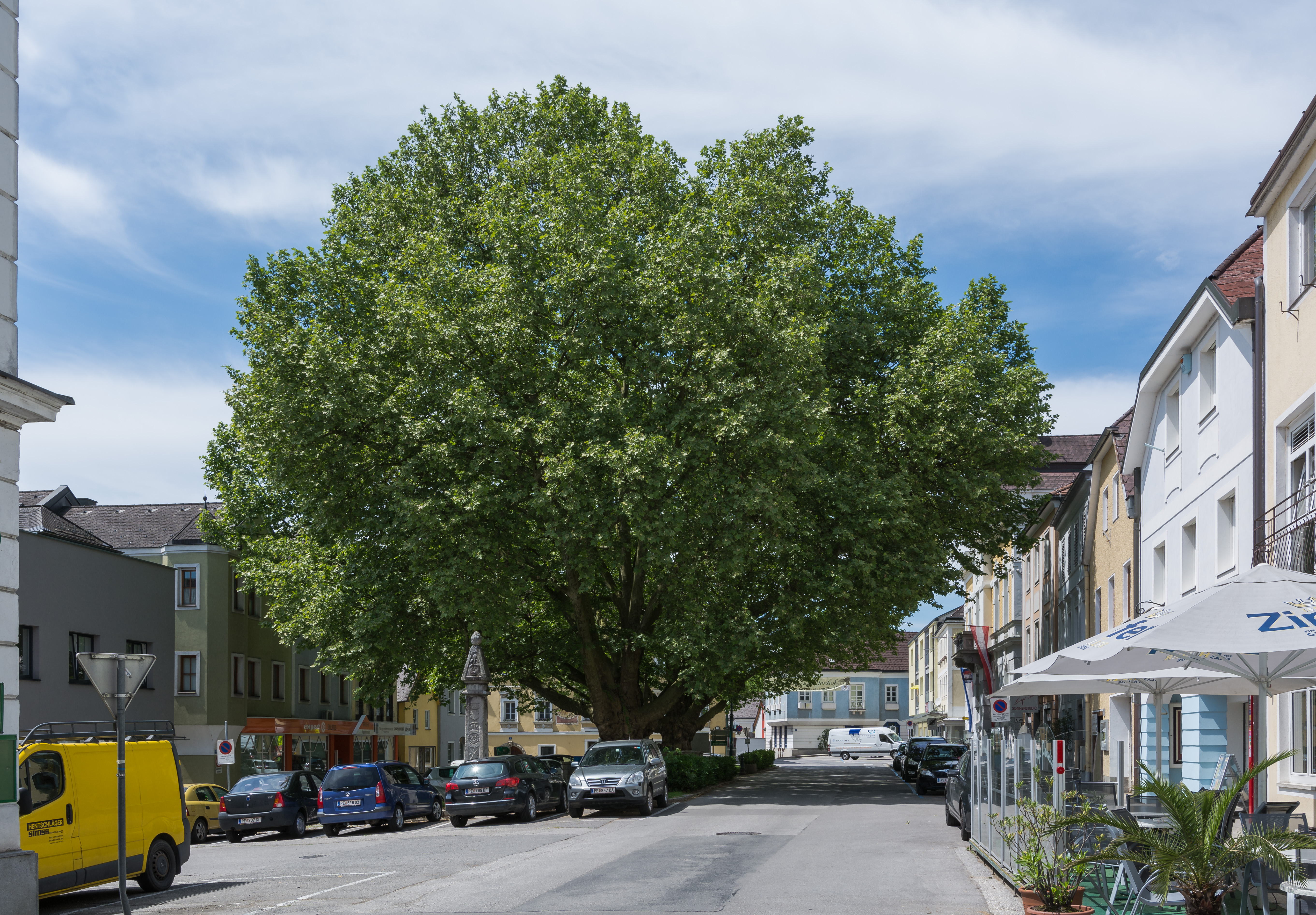
Die zwei Platanen am Marktplatz

Zwei Linden bei der Kalvarienbergkapelle, zwei Platanen am Marktplatz, eine Linde in der Weinbergsiedlung und eine Platane im Ortsfriedhof sind im Naturschutzbuch der oberösterreichischen Landesregierung als Naturdenkmäler eingetragen.

## Wirtschaft und Infrastruktur

### Beschäftigung und Einkommen
Die Anzahl der Arbeitsstätten stieg zwischen den beiden letzten Volkszählungen 1991 und 2001 um 21,8 % auf 218. Die Anzahl der Arbeitsplätze erhöhte sich im selben Zeitraum um 18,8 % auf 1.719.
Mauthausen bot 2001 für 1.134 außerhalb der Gemeinde wohnende Personen Arbeitsplätze, während 1.515 Mauthausener auswärts arbeiteten. Mehr als die Hälfte der Einpendler kommt aus dem Bezirk Perg, während nur rund 30 % der Auspendler innerhalb der Grenzen des Bezirkes bleiben. Der Schwerpunkt der Pendlerziele liegt in Oberösterreich im Bezirk Linz Stadt, gefolgt von Linz-Land, und in Niederösterreich im Bezirk Amstetten.
2001 waren 1,5 % der in Mauthausen beschäftigten erwerbstätigen Personen in der Land- und Forstwirtschaft tätig. In Industrie, Gewerbe und Bauwesen waren 2001 38,0 % beschäftigt.
Der Anteil ist gegenüber 1991 beziehungsweise 1981 deutlich zurückgegangen, während der Anteil der im Dienstleistungsbereich tätigen Personen deutlich gestiegen ist.
Die Erwerbsquote war in Mauthausen im Jahr 2006 mit 49,6 % höher als im oberösterreichischen Durchschnitt, ebenso die Arbeitsmarktintegration beider Geschlechter. Die Beschäftigungsquote von Männern betrug 55,7 % und jene der Frauen 44,0 %.

### Verkehr
Mauthausen liegt am Schnittpunkt von wesentlichen Verkehrsadern von Nord nach Süd und von West nach Ost. Die Marktgemeinde liegt unmittelbar an der Donauuferbahn, an der Donau Straße B 3 und an der Mauthausener Straße B 123. Das Hinterland wird durch Landesstraßen erschlossen.
Die Donaubrücke für den allgemeinen Verkehr wird durch den Verkehr Richtung Sankt Valentin und insbesondere Richtung Enns mit täglich rund 20.000 Fahrzeugen stark frequentiert und soll in den nächsten Jahren verlegt und erneuert werden.
Die nächsten Anschlussstellen an die Westautobahn befinden sich bei St. Valentin sowie in Enns und Asten, wobei die Anfahrtszeit kaum mehr als zehn Minuten in Anspruch nimmt.
Züge verkehren in Richtung Osten bis Grein Stadt, St. Nikola-Struden und Sarmingstein, in Richtung Westen bis St. Valentin oder Linz Hauptbahnhof. Anschluss an das Fernzügenetz der Österreichischen Bundesbahnen besteht über die Bahnhöfe St. Valentin und Linz Hauptbahnhof.
Auf Grund von Einsparungsmaßnahmen wurde die Strecke Sarmingstein – Emmersdorf an der Donau viele Jahre nur noch im Sommer von den zwischen Linz und Krems an der Donau verkehrenden touristischen Erlebniszügen Strudengau und Wachau über die Ennsdorfer Schleife befahren und schließlich 2010 ganz eingestellt. Seit 11. Dezember 2005 ist die neue Ennsdorfer Schleife in Betrieb. Sie wird täglich von mehreren Zügen der Strecke Linz Hauptbahnhof – Sarmingstein befahren, die nur auf ausgewählten Bahnhöfen und Haltestellen halten. Ergänzend dazu fahren Züge nach St. Valentin.
Von verschiedenen Haltestellen im Gemeindegebiet von Mauthausen aus gibt es Busverbindungen nach Enns und Linz sowie in Orte in den Bezirken Perg und Freistadt.
700 Meter flussabwärts der bestehenden Donau(doppel)brücke ist die Errichtung einer neuen Querung für zwei Fahrstreifen und einen Geh- und Radweg ab 2024 geplant.

### Energie und Infrastruktur
Das Gemeindegebiet wird von der Linz-Strom mit elektrischer Energie versorgt. Der Ort ist an das Netz der OÖ. Ferngas AG angeschlossen. Die Abwasserbeseitigung erfolgt über den Reinhaltungsverband Gerichtsbezirk Mauthausen-Ost, zu dem neben Mauthausen seit 1975 auch die Gemeinden Schwertberg, Langenstein, Ried in der Riedmark und seit 1980 die Gemeinde Naarn gehören. Die Wasserversorgung erfolgt durch das örtliche Wasserwerk.

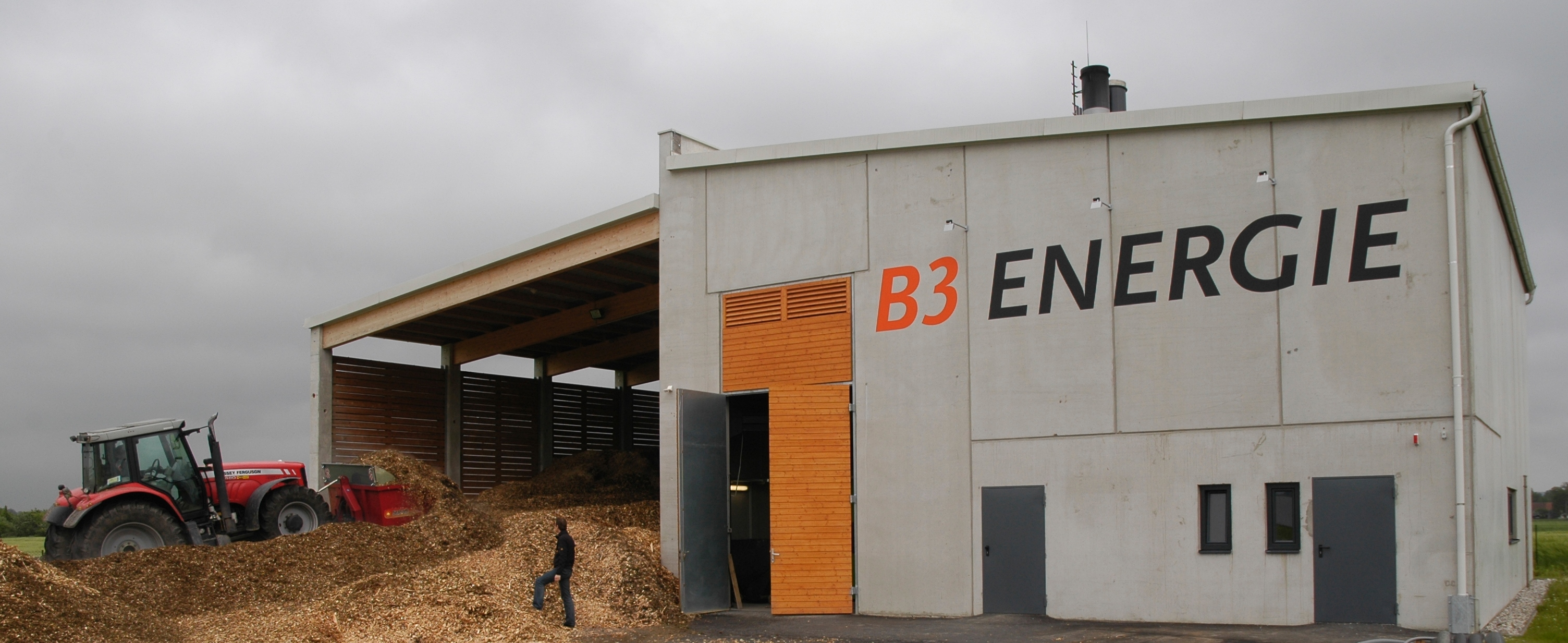
Das Biomasseheizwerk Mauthausen im Gewerbegebiet

Seit 2009 wird Mauthausen mit Fernwärme aus Biomasse versorgt. Kunden in Wohnbauten, Einfamilienhäuser, Schulen, Kindergärten, das große Einkaufszentrum Donaupark und Gewerbebetriebe nutzen diese Möglichkeit der Wärmeversorgung.
Die Anlage hat eine Leistung von 4.500 kW Anschlussleistung und wird mit Hackgut durch Landwirte aus der Region, um Langenstein und Mauthausen, beliefert.
Kabelfernsehen, Telefon und Internet werden über die LIWEST angeboten, ein Großteil der Bewohner ist jedoch mit Satelliten-Empfangsanlagen ausgestattet und verfügt über Festnetz- oder Mobiltelefonanschlüsse verschiedener Anbieter.
Die Freiwillige Feuerwehr Mauthausen wurde 1870 gegründet. Zuvor bestanden im Markt bereits Löscheinrichtungen und jeder Hausbesitzer musste Feuerbekämpfungsgeräte besitzen und instand halten. 1955 bezog die Feuerwehr ein neues Feuerwehrhaus, das 1979 einen Zubau erhielt.  2005 ist die Feuerwehr in ein neues Feuerwehrhauses, gleich neben dem Donausaal und der Neuen Mittelschule gezogen.
Die Freiwillige Feuerwehr Haid / PE besteht seit 1892 und erhielt bei der Gründung ein Depot in Albern. Auf Grund der laufenden Hochwässer wurde 1901 eine eigene Wasserwehr ins Leben gerufen. 1902 erfolgte der Beschluss zum Bau eines neuen Depots gegenüber dem Sägewerk. Für die neu gegründete Löschrotte wird in Althart ein weiteres Depot gebaut.
1924 bekam Haid eine eigene Feuerwehrmusik. Der während des Krieges sehr eingeschränkte Betrieb der Feuerwehr Haid mündete 1946 in einem Neuaufbau und 1953 in den Bau eines neuen Feuerwehrhauses, das 1977 und 1981 umgebaut und erweitert wurde. 2003 wurde auf dem Nachbargrundstück ein neues Zeughaus eingerichtet. 2006 wurde das alte Zeughaus verkauft und eine Erweiterung des neuen vorgenommen. Das neue Feuerwehrhaus wurde 2013 umgebaut und um eine moderne Fahrzeughalle erweitert und modernisiert. 2017 wurde das 125-jährigen Bestandsjubiläum gefeiert.

### Bildung

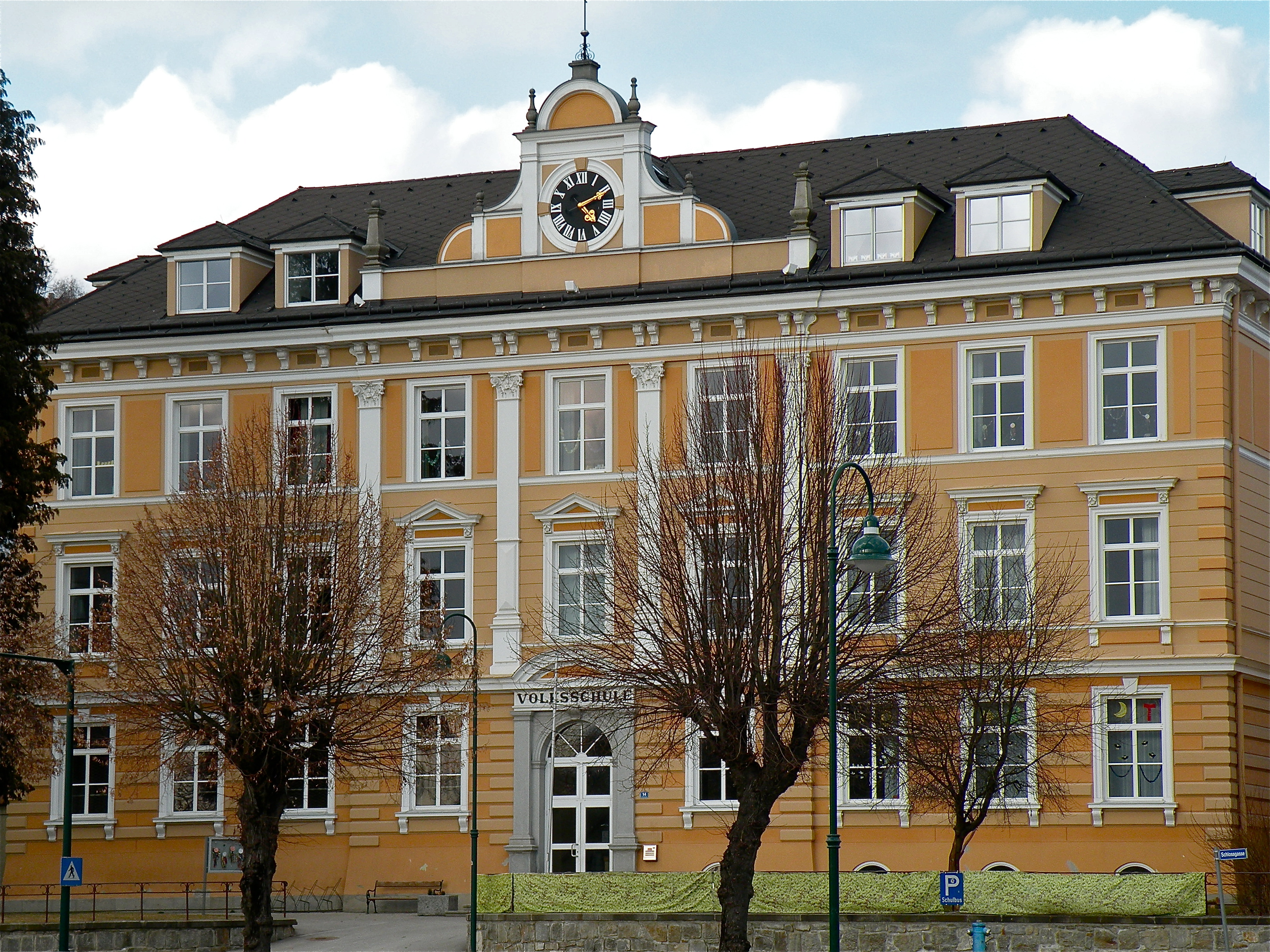
Volksschule Mauthausen

Mauthausen verfügt im Pflichtschulbereich über je eine Volksschule und eine Hauptschulen. Der Besuch mittlerer und höherer Schulen ist in der Bezirkshauptstadt Perg oder in der Landeshauptstadt Linz sowie an weiteren Schulstandorten in der Umgebung möglich.
Lokale Einrichtungen für Erwachsenenbildung (Volkshochschule und Katholisches Bildungswerk sowie WIFI und BFI) sowie eine Landesmusikschule ergänzen das Bildungsangebot.
Für die vorschulische Kinderbetreuung gibt es neben den Einrichtungen der Gemeinde auch private Kinderbetreuungseinrichtungen.

### Unternehmen
Neben den ortsansässigen Klein- und Mittelbetrieben sind zahlreiche überregional tätige Handelsbetriebe in Mauthausen vertreten, wobei sich die Betriebe im Wesentlichen im Ortszentrum, im Donaupark sowie entlang Donau Straße angesiedelt haben.
Die im 19. und in den ersten Jahrzehnten des 20. Jahrhunderts bedeutsame Mauthausener Steinindustrie hat ihre Bedeutung für die Wirtschaft der Marktgemeinde gänzlich verloren.

### Land- und Forstwirtschaft
In Mauthausen bestanden 1999 67 land- und forstwirtschaftliche Betriebe, die eine Fläche von 1.688 Hektar bewirtschafteten. Davon waren 28 Haupterwerbsbetriebe mit 719 Hektar und 39 Nebenerwerbsbetriebe mit 969 Hektar.
Wie überall auf Bezirks- und Bundeslandebene haben sich sowohl die Anzahl der Betriebe als auch die bewirtschafteten land- und forstwirtschaftlichen Flächen im Vergleich zum vorhergegangenen Erhebungszeitpunkt 1995 verringert. Die Anzahl der Haupterwerbsbetriebe und die von diesen bewirtschafteten Flächen sind zu Lasten der Nebenerwerbsbetriebe gestiegen. In Mauthausen waren 1999 184 Personen in land- und forstwirtschaftlichen Betrieben beschäftigt, davon 176 familieneigene Arbeitskräfte, von denen 18 vollbeschäftigt waren.
89 waren mit weniger als 25 % ihrer Arbeitszeit in der Landwirtschaft tätig, die übrigen 79 zwischen 25 und 99 %.

### Tourismus
Mauthausen Tourismus koordiniert die touristischen Aktivitäten der Gemeinde und betreibt dazu einen eigenen Internetauftritt. Zu den Gästen des Marktes zählen neben Geschäftsreisenden einerseits die Besucher der KZ-Gedenkstätte und andererseits die Benutzer des Donauradwegs und des Donausteigs, wobei überwiegend Tagesgäste in den Ort kommen.
Im Tourismusjahr 2010 (November 2009 bis Oktober 2010) wurden in der Marktgemeinde insgesamt 4.084 Übernachtungen mit durchschnittlich 1,21 Aufenthaltstagen verzeichnet. 27 % der Nächtigungen entfielen auf inländische und 73 % auf ausländische Gäste.

### Sport
Für die örtliche Bevölkerung betreibt die Marktgemeinde ein solarbeheiztes Erlebnisfreibad mit Beach-Volleyball- und Bocciaplatz, einen Skaterplatz sowie eine Sauna. Die örtlichen Sportvereine ASKÖ Mauthausen und DSG Union Mauthausen verfügen über Fußball-, Tennis- und Faustballplätze sowie eine Tennishalle. Im Gemeindegebiet befinden sich markierte lokale Rad- und Wanderwege.
Die Tischtennissektion erreichte 1996/97 mit der Staatsliga A erstmals die höchste Leistungsklasse Österreichs. 2003 stand der Klub im ETTU-Nancy-Evans Cup nach dem Gruppensieg im Achtelfinale. In den Folgejahren bewegte sich die Mannschaft in der 1. Bundesliga immer an vorderster Front.
Die Tennissektion der Union Mauthausen konnte 2012 erstmals den Landesmeistertitel in der oberösterreichischen Mannschaftsmeisterschaft erreichen.
Mauthausen liegt direkt am Donauradweg, dem Donausteig sowie dem Jakobsweg Österreich.

## Politik
Bürgermeister ist Thomas Punkenhofer von der SPÖ.

### Liste der Bürgermeister
Die auf dem Gebiet der Katastralgemeinde Haid im Jahr 1850 errichtete Gemeinde Haid wurde 1938 in die bis dahin nur aus der Katastralgemeinde Mauthausen bestehende Marktgemeinde Mauthausen eingemeindet.

#### Liste der Bürgermeister von Haid
- Georg Kühas (1850 bis 1858)
- Andreas Peterseil (1858 bis 1861)
- Mathias Ramer (1861 bis 1894)
- Johann Zuschratter (1894 bis 1900)
- Johann Gassner (1900 bis 1919)
- Franz Schauer (1919 bis 1938)

#### Liste der Bürgermeister von Mauthausen
- Anton Poschacher (1850 bis 1864)
- Johann Angermayr (1864 bis 1867)
- Johann Rzidky (1867 bis 1870)
- Leopold Heindl (1870 bis 1909)
- Franz Perger (1909 bis 1919)
- Johann Mosgöller (1919 bis 1924)
- Michael Mayr (1924)
- Leopold Traxler (1924 bis 1934)
- Franz Perger (1934)
- Franz Paulitschke (1934 bis 1938)
- August Gattinger (1938 bis 1942)
- Karl Frauscher (1942 bis 1945)
- Leopold Hochgatterer (1945 bis 1970)
- Josef Czerwenka (1970 bis 1984)
- Josef Jahn (1984 bis 1996)
- Erwin Wohlmuth (1996 bis 2007)
- Thomas Punkenhofer (seit 2007)

### Gemeinderat
Die Gemeinderats- und Bürgermeisterwahlen finden alle sechs Jahre zusammen mit der Landtagswahl statt. 1945 erreichte die SPÖ mit 65,4 % der Stimmen die absolute Mehrheit, gefolgt von der ÖVP mit 29,0 % und der KPÖ mit 5,5 % der Stimmen. Seither bewegt sich der Stimmenanteil der SPÖ zwischen 70,5 % im Jahr 1967 und 39,6 % im Jahr 2015. Der Stimmanteil der ÖVP lag zwischen 32,4 % im Jahr 1985 und 19,7 % im Jahr 2015. Die FPÖ bzw. WdU bzw. FW erzielte zwischen 22,2 % im Jahr 2015 und 4,3 % im Jahr 1985.
Die Grünen sind seit 2009 im Gemeinderat vertreten und erzielten 2015 10,3 % (2009: 7,8 %) der Stimmen. Die Unabhängige Bürgerliste Mauthausen kandidierte 2015 erstmals und besetzt mit 8,3 % der Stimmen zwei Mandate. Die Stimmanteile der übrigen Parteien sind vernachlässigbar.
Der Gemeinderat besteht seit 2021 aus 25 Mitgliedern (davor 31).
- Mit den Gemeinderats- und Bürgermeisterwahlen in Oberösterreich 1997 hatte der Gemeinderat folgende Verteilung: 17 SPÖ, 9 ÖVP und 5 FPÖ.[34]

- Mit den Gemeinderats- und Bürgermeisterwahlen in Oberösterreich 2003 hatte der Gemeinderat folgende Verteilung: 21 SPÖ, 9 ÖVP und 1 FPÖ.[35]

- Mit den Gemeinderats- und Bürgermeisterwahlen in Oberösterreich 2009 hatte der Gemeinderat folgende Verteilung: 17 SPÖ, 8 ÖVP, 4 FPÖ und 2 GRÜNE.[36]

- Mit den Gemeinderats- und Bürgermeisterwahlen in Oberösterreich 2015 hatte der Gemeinderat folgende Verteilung: 13 SPÖ, 7 FPÖ, 6 ÖVP, 3 GRÜNE und 2 UBM.[37]

- Mit den Gemeinderats- und Bürgermeisterwahlen in Oberösterreich 2021 hat der Gemeinderat folgende Verteilung: 11 SPÖ, 8 ÖVPplus,[38][39]  3 FPÖ und 3 GRÜNE.[40]

### Gemeindefinanzen
Im Jahr 2009 hatte die Marktgemeinde Mauthausen Gesamteinnahmen von 10,5 Mio. Euro (2008: 12,0 Mio. Euro) und Gesamtausgaben in Höhe von 11,5 Mio. Euro (2008: 11,8 Mio. Euro). Die größten Einnahmequellen waren die Ertragsanteile aus dem Finanzausgleich mit 3,2 Mio. Euro und die Kommunalsteuer mit 1,1 Mio. Euro.
Mauthausen hatte mit 952 Euro die fünftgrößte Finanzkraft pro Kopf im Bezirk Perg und lag an 117. Stelle von 445 Gemeinden in Oberösterreich. Die Gemeindeschulden pro Kopf betrugen 1.616 Euro; Mauthausen nahm damit im Bezirk Rang 18 von 26 und in Oberösterreich Rang 281 von 445 Gemeinden ein.

### Wappen
Blasonierung des Gemeindewappens:
„In Blau auf einem schwarzen, aus dem silbernen, gewellten Schildfuß mit blauen Wellenbändern ragenden Felsen ein silberner Schlossbau mit drei Ecktürmchen und friesbogenförmiger Krönung, schwarzen Fensteröffnungen, roten, schwarz bewimpelten Dächern und geschlossener, roter, eisenbeschlagener Ausfallspforte.“
Dargestellt auf dem Wappen ist das 1491 auf einer damals durch einen Wasserarm vom Ufer getrennten Felseninsel in der Donau von Laßla von Prag errichtete Schloss Pragstein in seinem ursprünglichen Aussehen.
Die Gemeindefarben sind Rot-Weiß-Blau und wurden vom Gemeinderat am 2. April 1979 festgesetzt und von der oberösterreichischen Landesregierung am 9. Juli 1979 genehmigt.
Das älteste bekannte Marktsiegel mit der Umschrift „marckt . mattavsn . 1510“ ist auf einem Zeugnis vom 25. Jänner 1574 abgedruckt und zeigt im Wappen ein mit zwei Giebelkreuzen bestecktes Haus auf einem Dreiberg. Das heute gebräuchliche Wappenbild ist erstmals nachweisbar durch ein Siegel mit der Umschrift „GEMAINES . MARCKHTS . MAVTHAVSEN . INSIGL“, das auf der Handwerksordnung für die Bäcker und Fleischhauer vom 7. Jänner 1601 angebracht ist. In einem Typar mit der Umschrift „KANZLEYSIGILL . DES . K: K: MARCKTS . MAUTHAVSEN“ erscheint in einer weiteren Abänderung ein zweitürmiger Torbau über gewelltem Wasser, der auf einem Abdruck auf einem Aufnahmeschein vom 10. April 1824 ersichtlich ist.

### Gemeindepartnerschaften
- seit 1991 besteht eine Partnerschaft mit der tschechischen Gemeinde Prachatice
- seit 1999 mit der italienischen Stadt Cogollo del Cengio

## Persönlichkeiten

### Personen mit Bezug zur Gemeinde
- Erwin Buchinger (* 1955 in Mauthausen), österreichischer Politiker (SPÖ)
- Hans Gerstmayr (1882–1987), Graveur, Künstler, lebte und wirkte in Mauthausen
- Otto Guem (1899–1976), österreichischer Autor und Jurist, war von 1940 bis Anfang der 1960er-Jahre Notar in Mauthausen
- Hans Hammerstorfer (1870–1954), Politiker
- Leopold Heindl (1834–1911), OÖ. Landtagsabgeordneter, Bürgermeister von Mauthausen, Granitwerks- und Realitätenbesitzer, Träger des goldenen Verdienstkreuzes mit der Krone
- Ignaz Hinterleithner (1898–1973) Bürgerschullehrer in Mauthausen, Nationalratsabgeordneter und Bürgermeister von Lambach
- Alfred Hochedlinger (* 1963), österreichischer Religions- und Musikpädagoge sowie Kirchenmusiker und Komponist, lebt und arbeitet in Mauthausen
- Gertraud Jahn (* 1957), OÖ. Landtagsabgeordnete (SPÖ), lebt in Mauthausen
- Kurt Lettner (* 1937 in Bad Kreuzen), gerichtlich beeideter und zertifizierter Sachverständiger, Publikationen zum Thema Konzentrationslager
- Magic Christian (eigentlich Christian Stelzel, * 1945 in Mauthausen), österreichischer Zauberkünstler, Designer und Autor
- Alexander Nerat (* 1973), österreichischer Politiker (FPÖ), lebt in Mauthausen
- Eckhard Oberklammer (* 1945), ehemaliger Geschäftsleiter der Sparda-Bank Linz, ehemaliger SPö-Gemeinderat in Mauthausen und ehrenamtlich aktiv in regionalen Kulturvereinen
- Franz Pfeffer (1901–1966), in Mauthausen geborener Historiker, Kulturarbeiter und Journalist
- Werner Raffetseder (* 1955 in Mauthausen), Autor und Multimediakünstler
- Ferdinand Reisinger (* 1946 in Mauthausen), katholischer Theologe und Priester
- Gregor Riegler (* 1950), Mundartdichter und Wirtshauspoet, mehrfacher Leopold-Wandl-Preisträger, lebt in Mauthausen
- Ingrid Steininger (1940–1998), Keramikerin, Plastikerin, Grafikerin, lebte und wirkte in Mauthausen
- Michael Strugl (* 1963), österreichischer Politiker (ÖVP), war ab 2001 Gemeinderat in Mauthausen
- Leopold Wandl (* 1923 in Mauthausen; † 2009), oberösterreichischer Schriftsteller und Mundartdichter
- Anton Werkgartner (* 1890 in Mauthausen; † 1970), österreichischer Rechtsmediziner
- Brigitte Wohlmuth (* 1945), österreichische Politikerin (SPÖ), Trägerin des Ehrenringes der Marktgemeinde Mauthausen und des Goldenen Ehrenzeichens des Landes Oberösterreich
- Ding Yi (* 1959), aus China stammender österreichischer Tischtennis-Spieler

### Einzelne Mitglieder der Familie Poschacher
- Anton Poschacher (1812–1873), österreichischer Industrieller, Gründer der A. Poschacher Granitwerke, einem Leitbetrieb der Mauthausner Steinindustrie
- Anton Poschacher (1841–1904), Architekt, Bauingenieur, österreichischer Industrieller, Alleineigentümer der Actiengesellschaft für Straßen und Brückenbauten, der größten Granitwerke der österreichisch-ungarischen Monarchie, Mitbegründer des Wiener Trabrennvereins und des Wiener Künstlerhauses
- Anton Poschacher (Industrieller, 1889) (1889–1967), Industrieller, leitete das Unternehmen Poschacher von 1913 bis 1954
- Anton Helbich-Poschacher (* 1954), österreichischer Jurist, Steinmetzmeister und Industrieller
- Burgl Helbich-Poschacher (1929–2010), Gründerin des AIDS-Dienst-Malteser
- Leonhard Helbich-Poschacher (* 1955), österreichischer Jurist, Dachdeckermeister und Baustoffhändler
- Leopold Helbich (1926–2004), Steinmetzmeister, Industrieller, Politiker
- Marialuise Poschacher (1886–1965) in Mauthausen, Akademische Bildhauerin und Architektin, Tochter von Anton Poschacher (1841–1904) und Luise Poschacher, geb. Ried aus Wien (1857–1933)

### Ehrenbürger der Gemeinde
- Leopold Heindl
- Hans Gerstmayr, österreichischer Graveur und Künstler (1972), ist auch Ehrenringträger von Mauthausen
- Karl Niederberger (* 20. Februar 1891; † 5. November 1975), war von 1918 bis 1945 Gemeindearzt in Mauthausen, Gemeinderat, Landtagsabgeordneter von 1934 bis 1938 (Freie Berufe), 1950 bis 1970 Präsident der Ärztekammer für Oberösterreich, Träger des Großen Ehrenzeichens für Verdienste um die Republik Österreich (1961), Ehrenmitglied der Medizinischen Gesellschaft für Oberösterreich (1958)
- Leopold Hochgatterer (* 11. April 1899 in Waldhausen im Strudengau; † 13. März 1971 in Mauthausen), Bürgermeister von 1945 bis 1970, Landtagsabgeordneter 1945 bis 1966, Träger des Goldenen Verdienstzeichens der Republik Österreich, Träger der Victor-Adler-Plakette der SPÖ
- Ludwig Hüttner (* 1902 Kremsmünster; † 1971 Mauthausen), Pfarrer und Dechant
- Josef Czerwenka, war 1970 bis 1984 Bürgermeister von Mauthausen (1983), ist auch Ehrenringträger von Mauthausen
- Erich Neumüller (* 1930 Mauthausen; † 2019 Mauthausen), Ehrenringträger von Mauthausen, Träger des silbernen Verdienstzeichens des Landes OÖ, Träger der Viktor-Adler-Plakette der SPÖ
- Karl Aichinger, mehr als 33 Jahre Kommunalpolitiker, davon 11 Jahre Vizebürgermeister von Mauthausen (2006)
- Johann Fürst, war 19 Jahre Pfarrer von Mauthausen (2008)
- Erwin Wohlmuth, war langjähriger Bürgermeister von Mauthausen (2008)

### Ehrenringträger der Gemeinde
- Franz Hackl
- Kurt Lettner (1988), seit 1985 Konsulent der OÖ. Landesregierung und Träger des Silbernen Verdienstzeichen des Landes Oberösterreich
- Karl Mitterlehner
- Johann Panhofer (2013), Heimatforscher, seit 2016 Konsulent der OÖ. Landesregierung
- Josef Stummer (2013), Heimatforscher, seit 2016 Konsulent der OÖ. Landesregierung
- Franz Winklehner
- Brigitte Wohlmuth (2007), Landtagsabgeordnete von 1991 bis 2003 und Trägerin des Goldenen Ehrenzeichens des Landes Oberösterreich (2004)
- Norbert Traxler  (2023)[43]